# Consejo Nacional de Investigaciones Científicas y Técnicas
Das CONICET (Consejo Nacional de Investigaciones Científicas y Técnicas = Nationaler Rat für Wissenschaftliche und Technische Forschungen) ist die zentrale, staatliche argentinische Forschungsorganisation.

## Geschichte
Bereits während der Präsidentschaft Juan Peróns (1946–1955) wurde die Vorgängerinstitution Consejo Nacional de Investigaciones Técnicas y Científicas (CONITYC) mit dem Ziel der Entwicklung und Modernisierung des Wissenschaftsstandorts Argentiniens unter staatlicher Führung ins Leben gerufen.
Das CONICET wurde schließlich per Dekret (Ley N° 1291) am 5. Februar 1958 unter Pedro Eugenio Aramburu in Kraft gesetzt. Erster Präsident des CONICET war der Nobelpreisträger Bernardo Houssay, der der Institution bis 1971 vorstand.

## Organisation
Das CONICET ist als autarke Einrichtung der jeweiligen argentinischen Regierung angegliedert. Es wird von einem Präsidenten und einem achtköpfigen Direktorium mit einer Amtszeit von je vier Jahren geleitet. Das Direktorium setzt sich aus folgenden Mitgliedern zusammen:
- vier von Wissenschaftsvertretern gewählte Mitglieder
- ein vom Rat der Universitäten (Conseja de Universidades) gewähltes Mitglied
- ein von Industrieverbänden gewähltes Mitglied
- ein von Agrarverbänden gewähltes Mitglied
- ein von den Wissenschaftsministern der Provinzen gewähltes Mitglied

2023 verfügte das CONICET über einen Haushalt von rund 110 Milliarden Pesos, was einem Anteil von 0,38 % des Staatshaushalts entsprach.

## Tätigkeitsfelder
Aufgabe des CONICET ist die Förderung und Durchführung von wissenschaftlichen und technologischen Forschungsvorhaben. Es finanziert wissenschaftliche Karrieren, wissenschaftliches Personal, vergibt Stipendien für Doktoranden und Postdoktoranden, finanziert Forschungseinrichtungen und unterstützt die Vernetzung von nationalen und internationalen Forschungszentren.
Das CONICET gliedert die Wissenschaftsförderung in vier Wissenschaftsfelder:
- Agrar-, Ingenieurs und Materialwissenschaften (Ciencias Agrarias, de Ingeniería y de Materiales)
- Biologie und Gesundheitswissenschaften (Ciencias Biológicas y de la Salud)
- Exakte und Naturwissenschaften (Ciencias Exactas y Naturales)
- Sozial- und Geisteswissenschaften (Ciencias Sociales y Humanidades)

Die finanzierten und geförderten Forscher sind zumeist jeweils bei Hochschulen im gesamten argentinischen Territorium beschäftigt. Das CONICET betreibt zudem 16 Wissenschaftszentren (Centros Científicos Tecnológicos), 10 Wissenschafts-Transfer-Zentren (Centros de Investigaciones y Transferencia) und ein Multidisziplinäres Forschungszentrum (Centro de Investigación Multidisciplinario).

### Gefördertes wissenschaftliches Personal
Geförderte Forscher können je nach Karrierestufe und Aufgabenbereich den fünf Stufen zugeordnet werden:
- Investigador Asistente (Assistenzforscher)
- Investigador Adjunto (assoziierter Forscher)
- Invstigador Independiente (unabhängiger Forscher)
- Investigador Principal (hauptverantwortlicher Forscher)
- Investigador Superior (leitender Forscher)

Zudem gibt es den Status als Investigador correspondiente. Dabei handelt es sich um eine unbezahlte Anerkennung von Forschern anderer Institutionen, die mit Forschern des CONICET kooperieren.
2023 förderte das CONICET mehr als 28.000 Personen, darunter 11.800 Forscher, 11.800 Stipendiaten (Doktoranden / Postdoktoranden), mehr als 2.900 technische Hilfskräfte und 1.500 Verwaltungsmitarbeiter in wissenschaftlichen Einrichtungen.